# Mantella
Mantella là một chi động vật lưỡng cư trong họ Mantellidae, thuộc bộ Anura. Chi này có 16 loài và 63% bị đe dọa hoặc tuyệt chủng.

## Hình ảnh

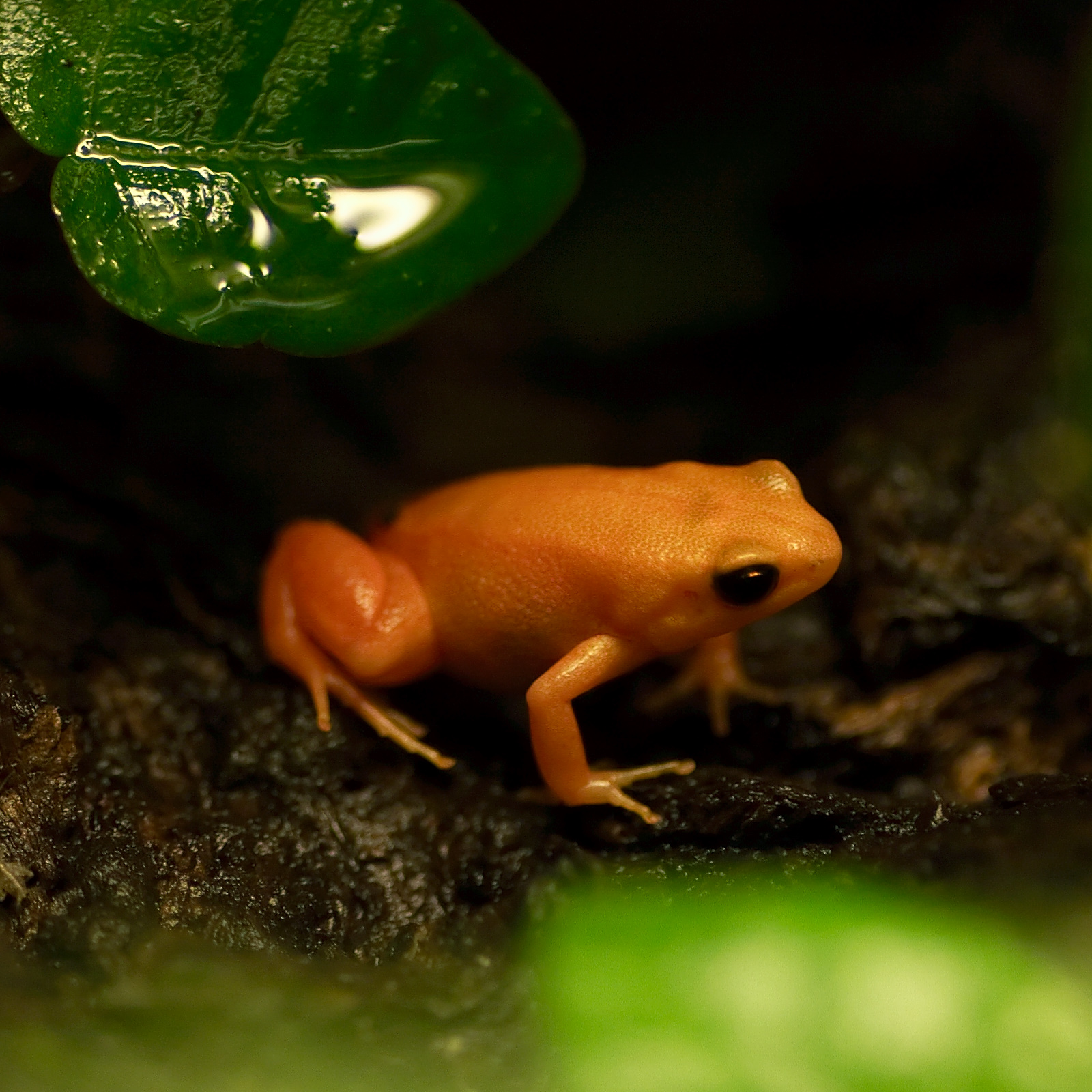